# Gare de Spontin
La gare de Spontin est une gare ferroviaire belge de la ligne 128, de Ciney à Yvoir, fermée par la SNCB. Elle est située à Spontin, section de la commune d'Yvoir, dans la Province de Namur en Région wallonne.

## Histoire
La création d'une ligne ferroviaire reliant Ciney à Spontin et à la Meuse est d'abord proposée à la Société nationale des chemins de fer vicinaux (SNCV) mais finalement réalisée par les Chemins de fer de l'État belge en tant que ligne à voie normale.
La section de Ciney à Spontin est inaugurée en premier, le 5 juillet 1898 tandis que le prolongement de Spontin à Yvoir, comportant plusieurs tunnels, est livrée à l'exploitation du 20 février 1902 au 1er juin 1907.
La SNCB remplace les autorails par des bus en 1960. La desserte marchandises continue jusqu'à l'abandon du dernier client de la ligne, une carrière près de Spontin-Sources, en 1983.

## Patrimoine ferroviaire
L’association Patrimoine ferroviaire et tourisme (PFT) obtient en 1992 le droit de faire circuler des trains spéciaux occasionnels entre Ciney et Spontin-Sources (où la voie a été renouvelée dans les années 1980) puis se voit accorder l'autorisation de réaliser une desserte touristique régulière, d'abord au moyen d'autorails et de locomotives diesel puis avec des locomotives à vapeur, rachetées à l'étranger et restaurées aux couleurs de la SNCB.
Le chemin de fer touristique est prolongé vers Purnode puis Évrehailles-Bauche en 2007 et 2015 et l'association prévoit à terme d'atteindre la gare d'Yvoir, dans la vallée de la Meuse.
Le bâtiment des recettes de la gare de Spontin est unique en son genre sur la ligne — les autres étant des haltes de plan type 1893 — en raison de son rôle de gare intermédiaire la plus importante. Similaire à celui (partiellement démoli) de la gare de Courrière, c'est un bâtiment doté d'un corps de logis à étage de trois travées avec une grande aile basse de cinq travées (disposée à gauche) abritant la salle d'attente et d'une aile de service au toit à faible pente, en forme de « L » avec une cour intérieure (couverte depuis). Les fenêtres sont à linteaux droits en pierre et la façade recouverte de pierre locale avec des ornements en brique et en pierre ; les mêmes matériaux se retrouvent sur la façade des gares de Sovet, Dorinne-Durnal, Purnode et Évrehailles-Bauche.
D'abord racheté par une entreprise de matériaux de construction, le bâtiment appartient désormais à la commune qui y a aménagé une salle des fêtes.

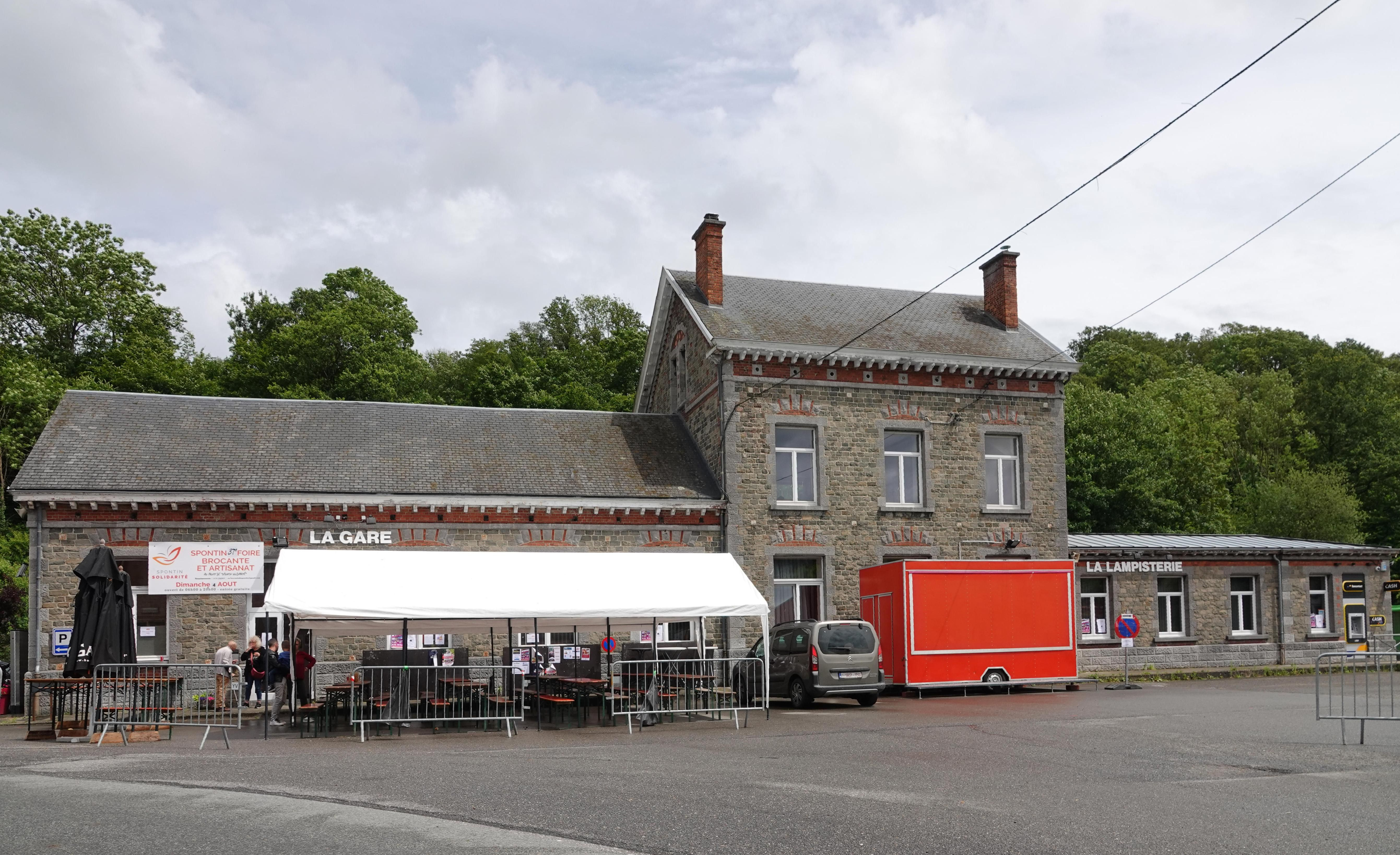
Vue depuis la place de la gare.
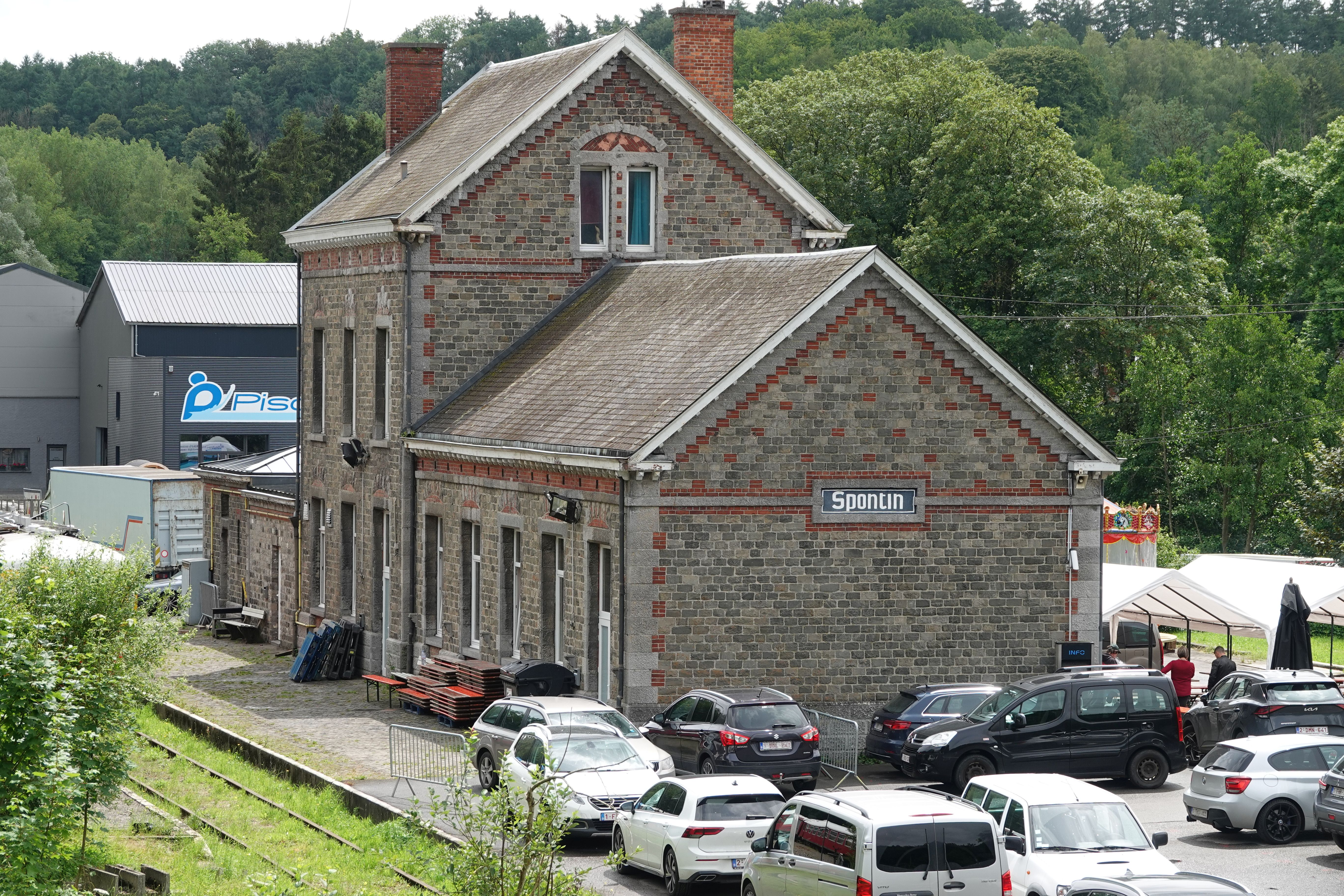
Depuis le pont routier proche du tunnel.
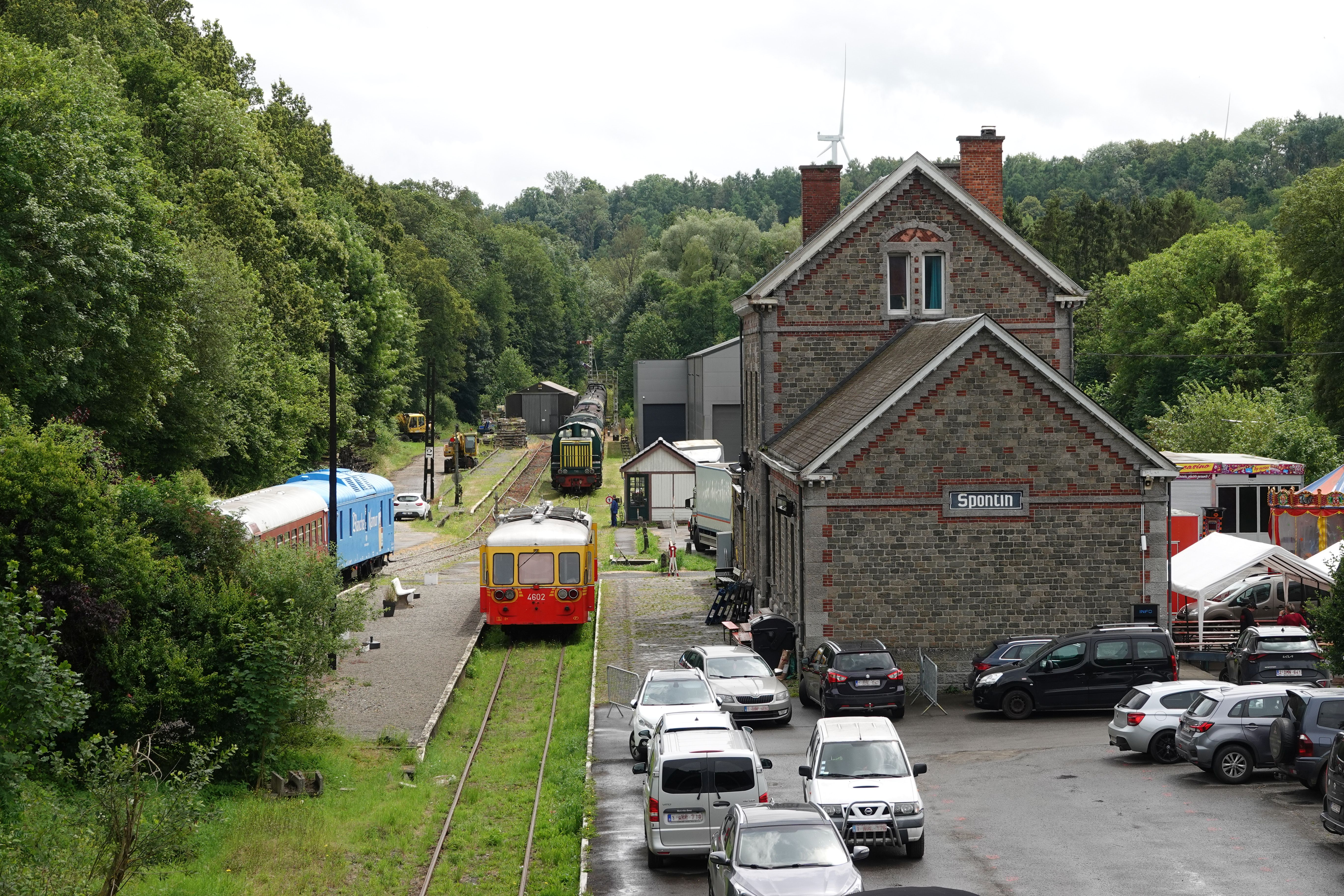
Installations du PFT.
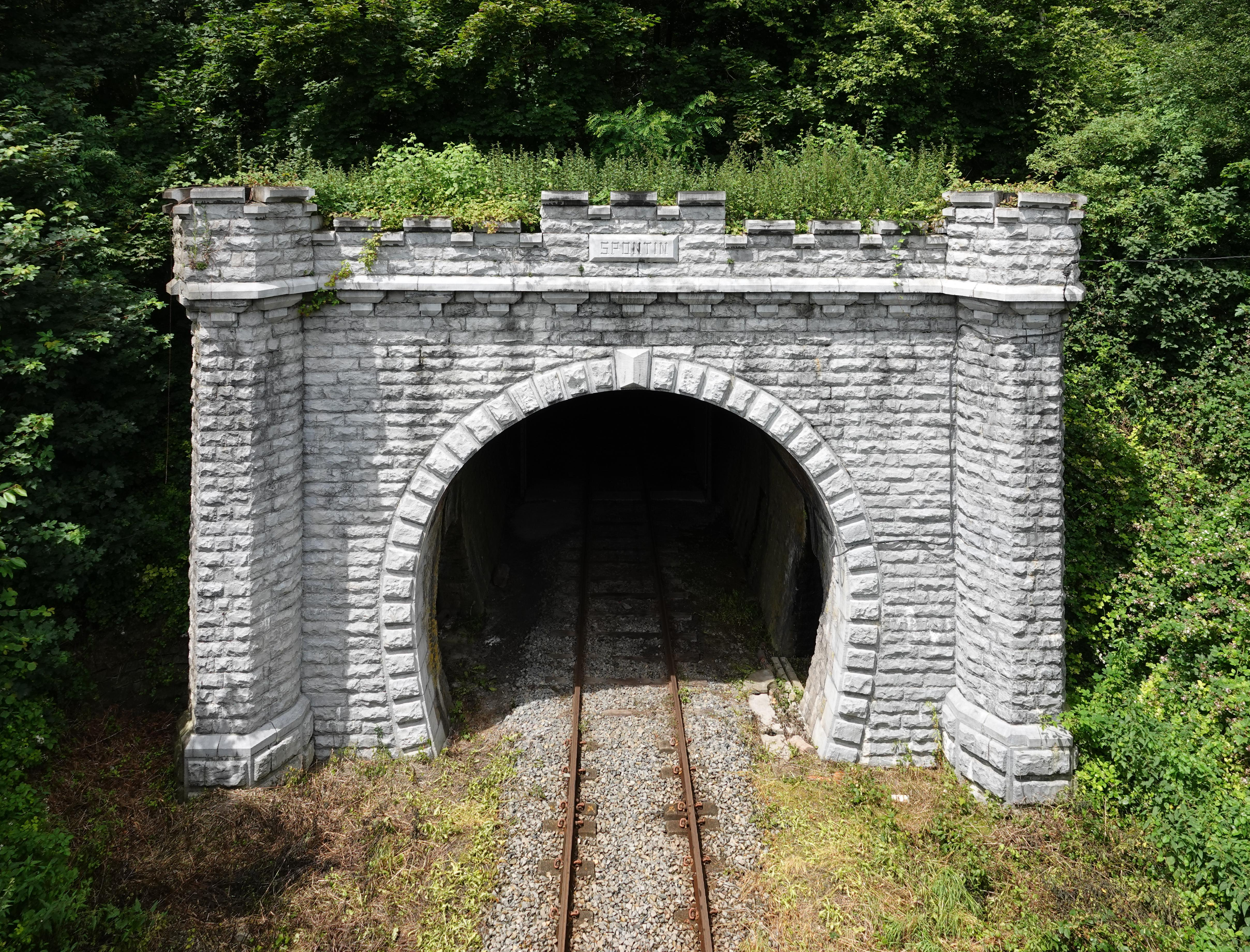
Tunnel ferroviaire.
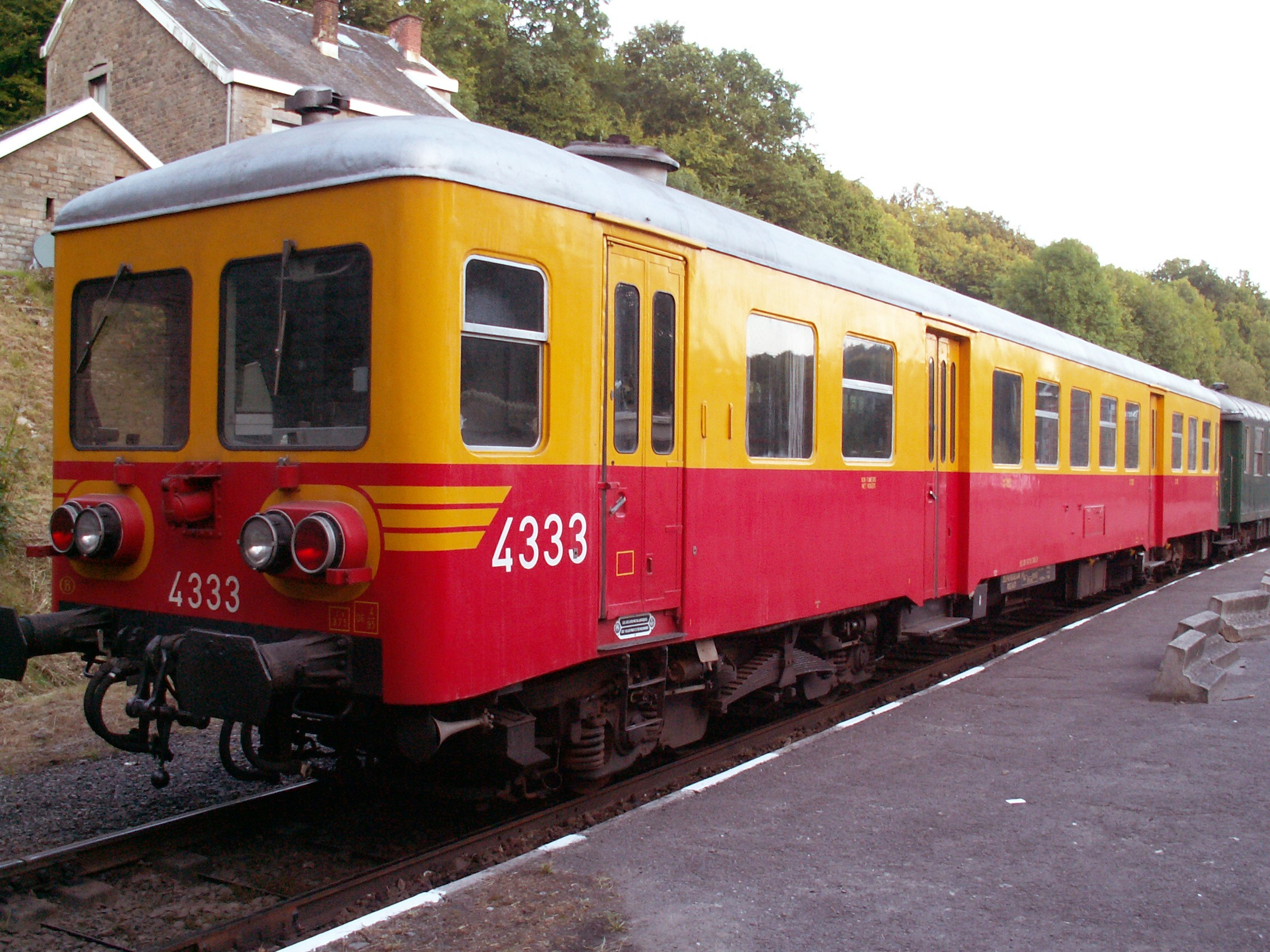
Autorail 4333.
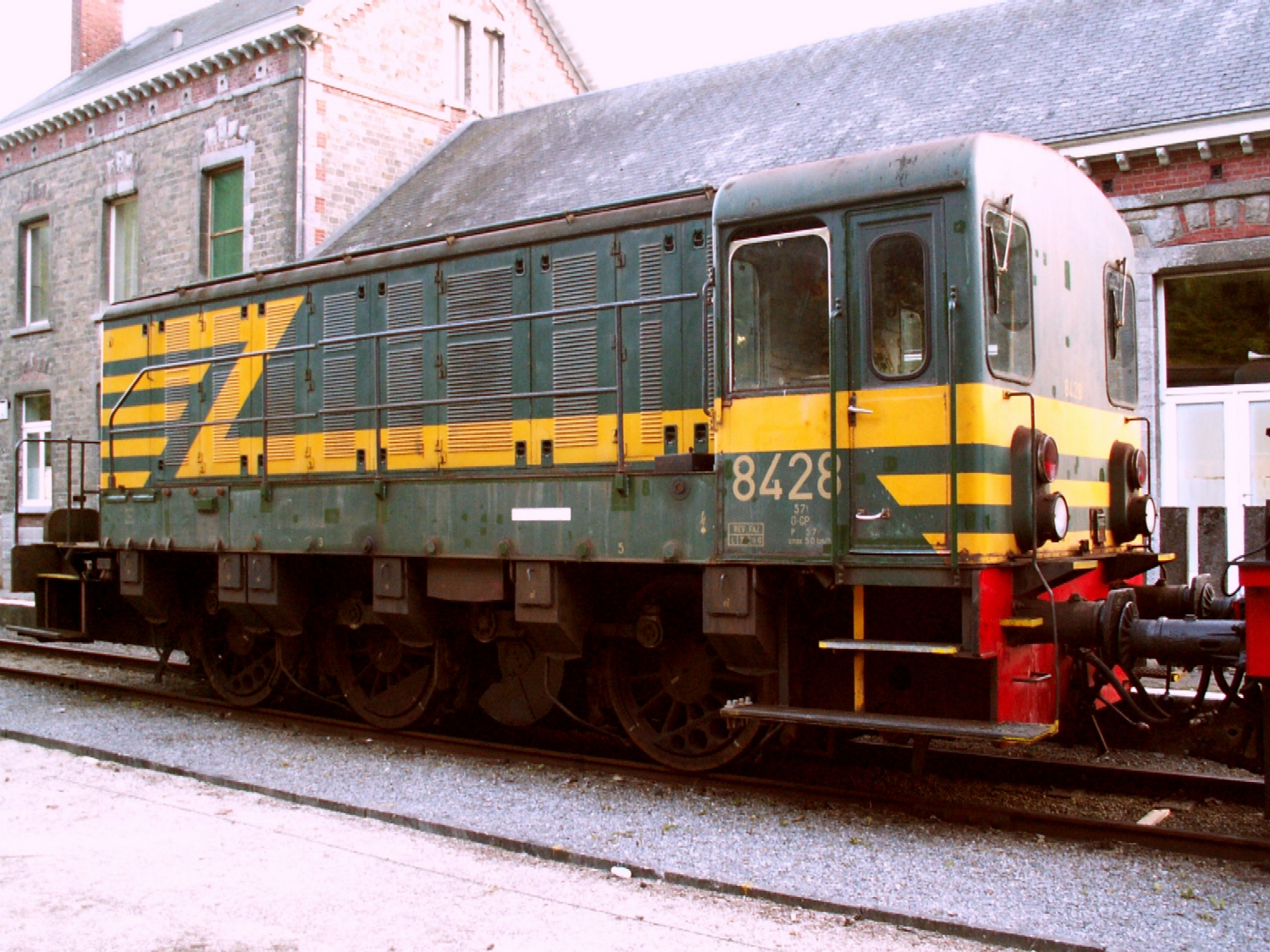
Locomotive de manœuvres.
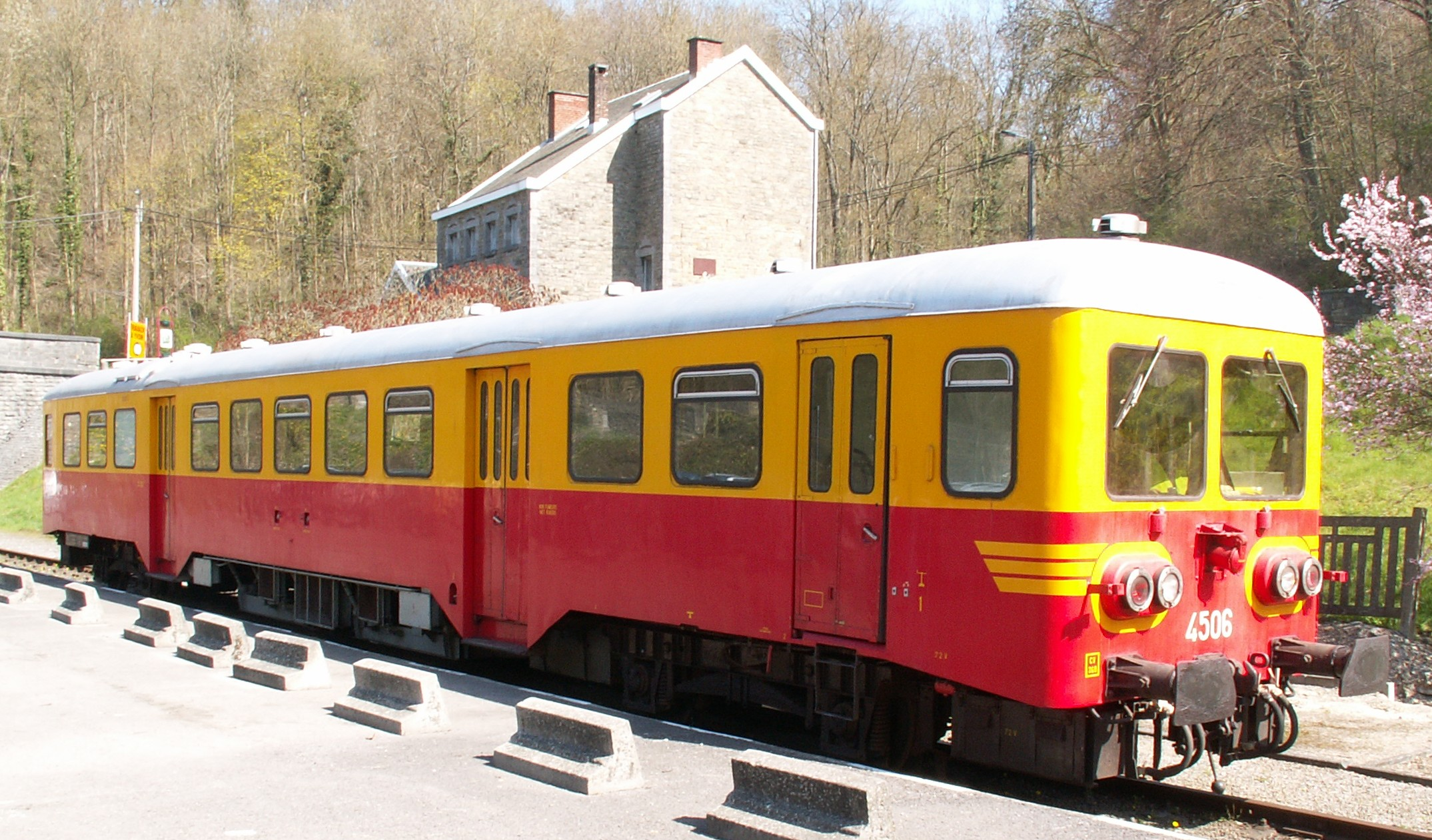
Le 4506 à quai.